# Клітицький ялинник
Клітицький ялинник — ботанічна пам'ятка природи місцевого значення. Об'єкт розташований на території Камінь-Каширського району Волинської області (за 3 км на південний захід від с. Воєгоща), ДП «Камінь-Каширський ЛГ», Видертське лісництво, кв. 54, вид. 32.
Площа — 2,2 га, статус отриманий у 1986 році.
Охороняється високобонітетний ялиновий ліс природного походження віком близько 100 років, де ялина європейська (Picea abies) зростає на південній межі ареалу свого поширення.

## Галерея

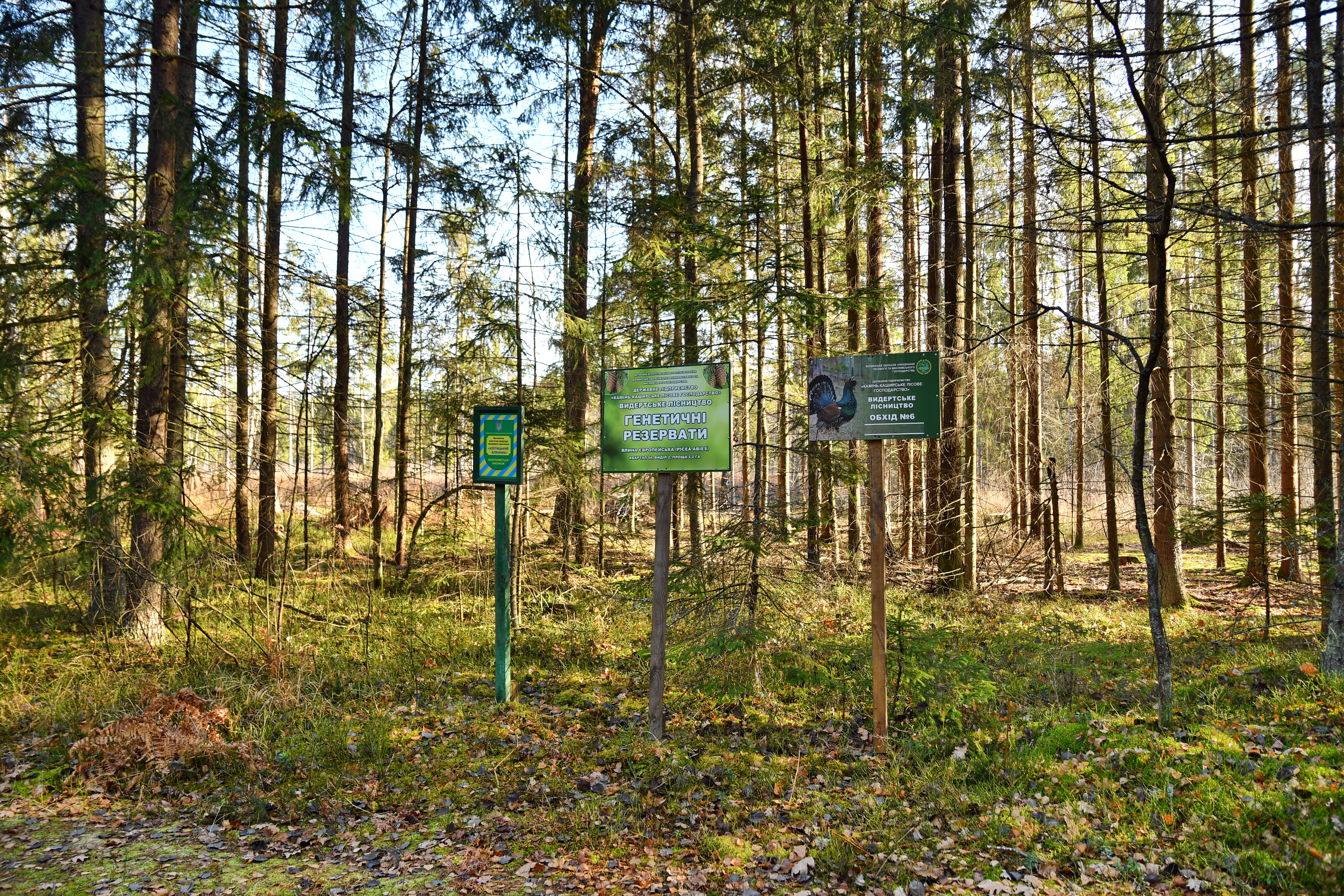
Охоронна та інформаційні дошки
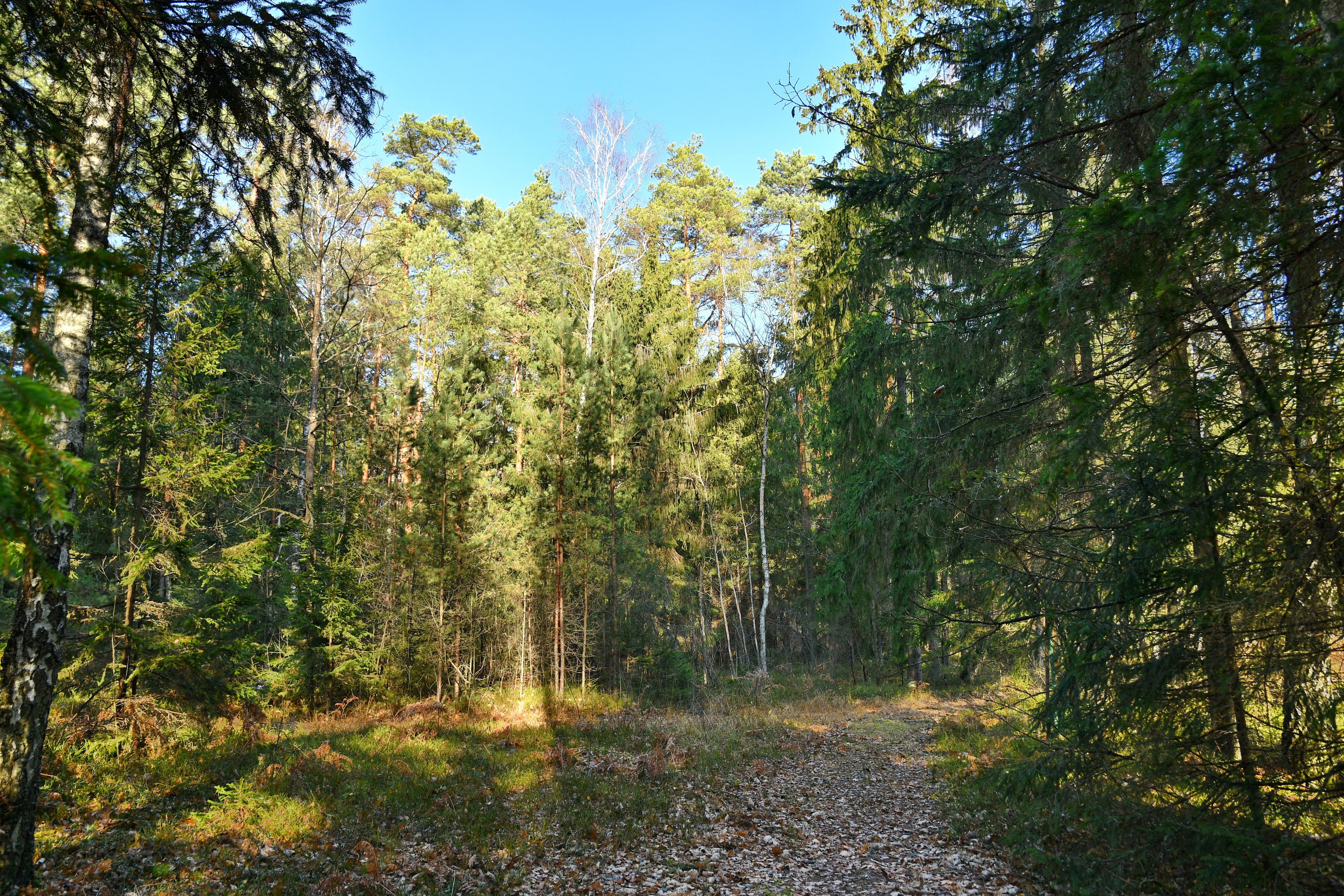
Загальний вигляд
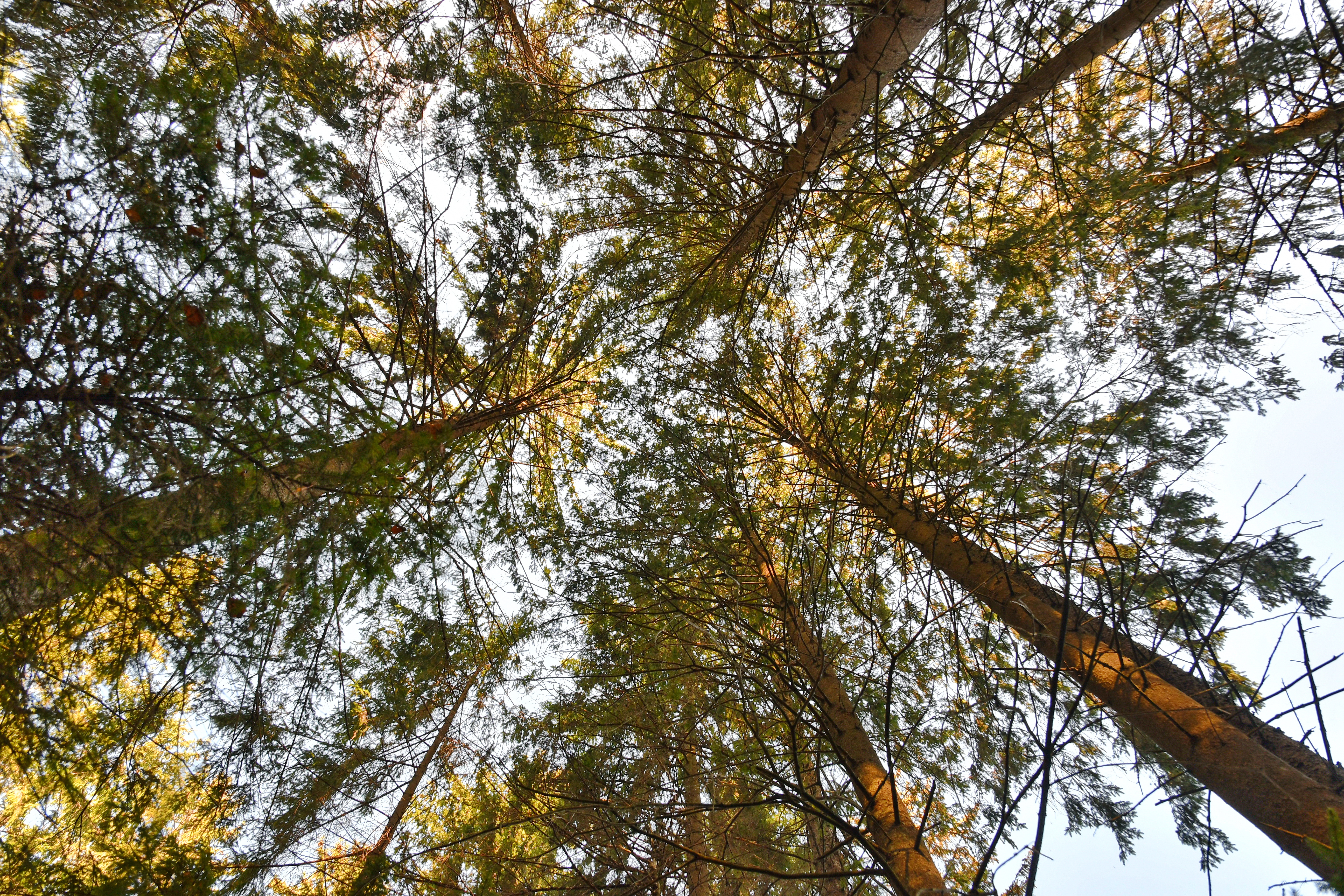
Погляд на верх дерев